# Ferro de passar
O ferro de passar (português brasileiro) ou ferro de engomar (português europeu)[carece de fontes?] é usado pelas pessoas para passar tecidos do vestuário, ou as de cama, mesa e banho, em geral, alisando-os através do seu aquecimento. Antigamente, esse aquecimento era conseguido graças à queima de óleo, carvão ou gasolina, atualmente esse aquecimento é gerado através da energia elétrica.

## História

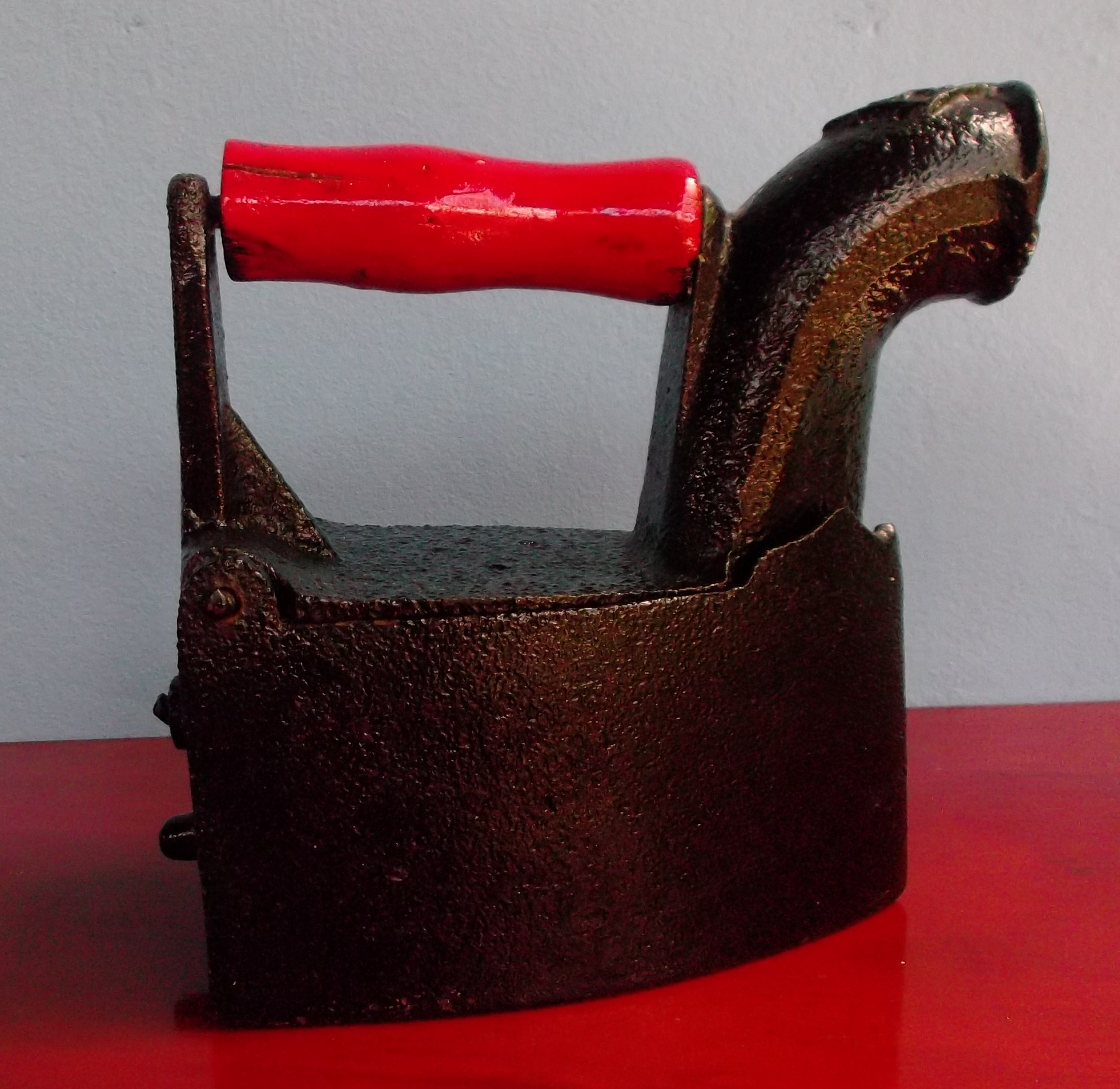
Modelo a carvão mineral, bastante usado no interior do Ceará, no Brasil, no século XX.

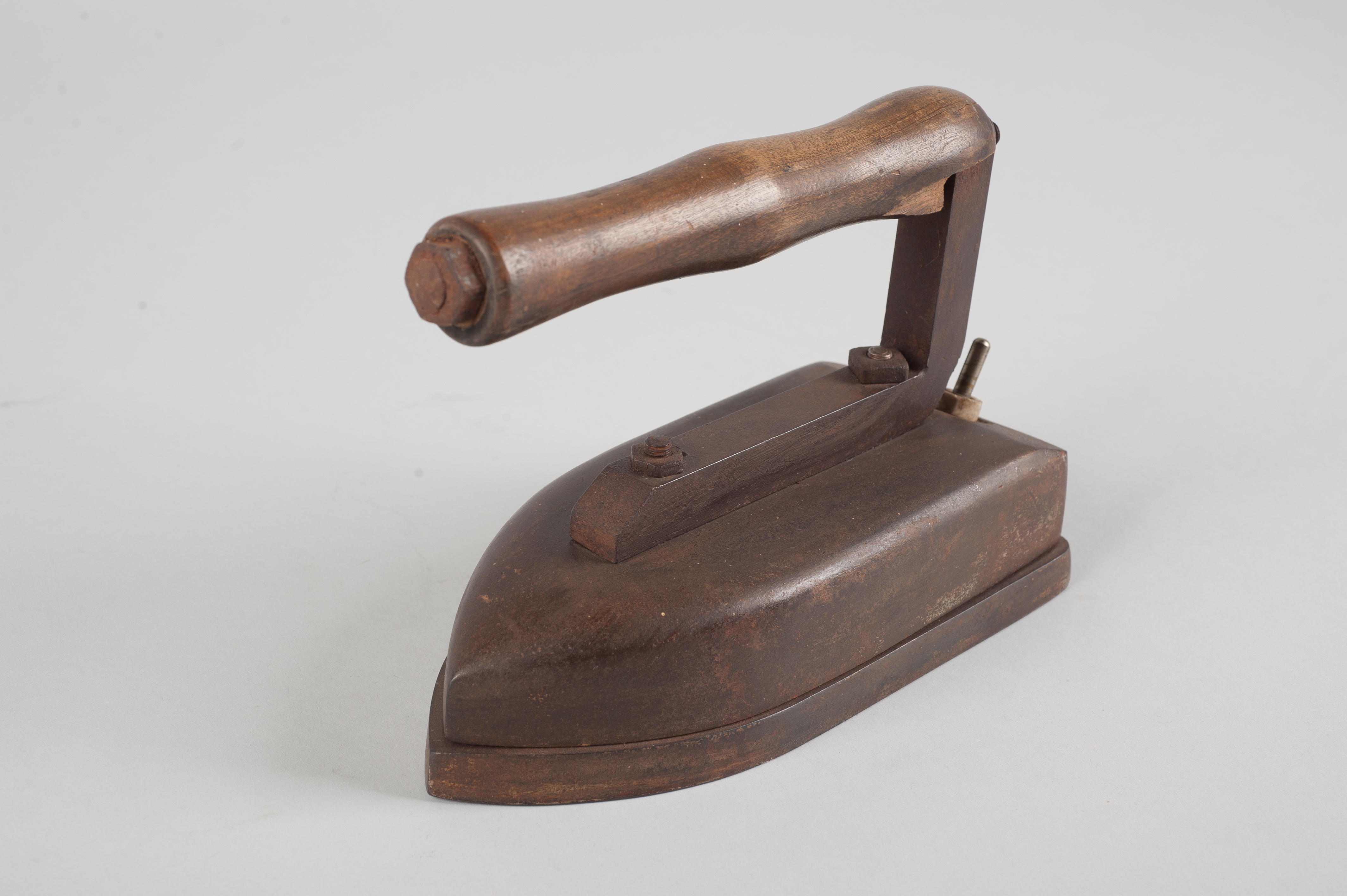
Um ferro de passar do início do século XX, parte do acervo do Museu Paulista.

O ferro de passar é um instrumento que começou a ser utilizado há centenas de anos. 
Seus primórdios remetem aos brunidores, peças encontradas em escavações indicando que alguns povos, dentre eles os escandinavos, já praticavam o alisamento a frio com ossos, pedras e madeiras. Os Vikings, entre o período de 800 e 1200, teriam sido os primeiros a utilizar alisadores de vidro. Nesse período usam-se também as calandras . 
Desde o século IV já existiam meios de se passar as roupas principalmente as femininas. Os chineses foram os primeiros a utilizar uma forma rudimentar desse instrumento, consistia em uma panela cheia de carvão em brasa, e manuseada através de um cabo comprido (osso, marfim, madeira ou jade), passavam por cima do linho, algodão ou seda para alisar o tecido. Já na Europa, em torno do século XII, também se utilizava o carvão em brasa, porém ele era colocado em uma caixa fechada, que tinha uma pega por cima para se poder pressionar a roupa. Esta peça tinha orifícios como uma espécie de chaminé para manter o carvão queimando, porém sempre saía algum pó destes orifícios, sujando a roupa. Outra técnica utilizada eram caixas com pedaços de metal aquecido. A vantagem desta técnica era que já não largava pó, entretanto requeria a substituição constante das peças que iam arrefecendo. 

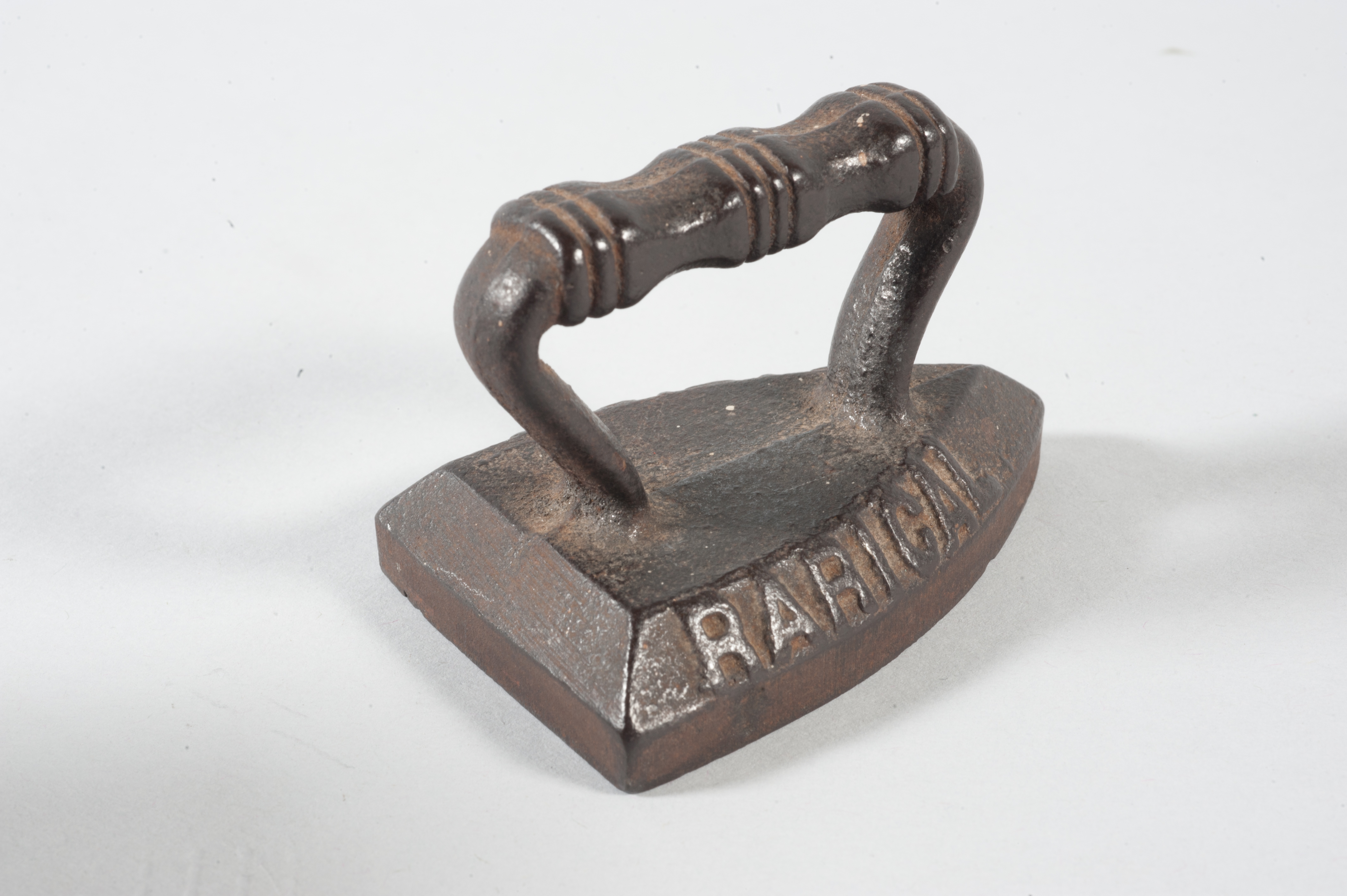
Exemplar de ferro de passar, Acervo do Museu Paulista da USP.

Outra alternativa, foi a utilização de uma peça de ferro aquecida externamente e depois aplicada sobre a roupa. Desta última técnica é que surgiu o termo  "ferro de passar" . 

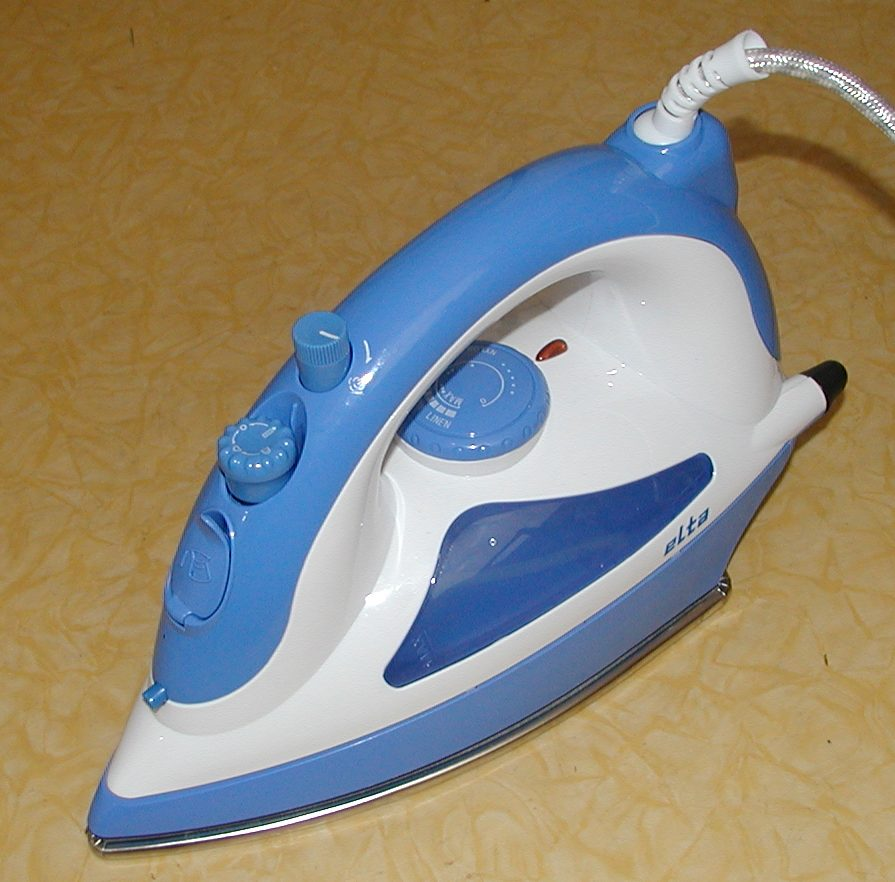
Ferro de passar moderno.

Nos séculos seguintes, no ocidente passaram a usar a madeira, o vidro ou o mármore como matéria-prima desse instrumento. Eles eram utilizados a frio, uma vez que até o século XV as roupas eram engomadas, o que impossibilitava o trabalho a quente.

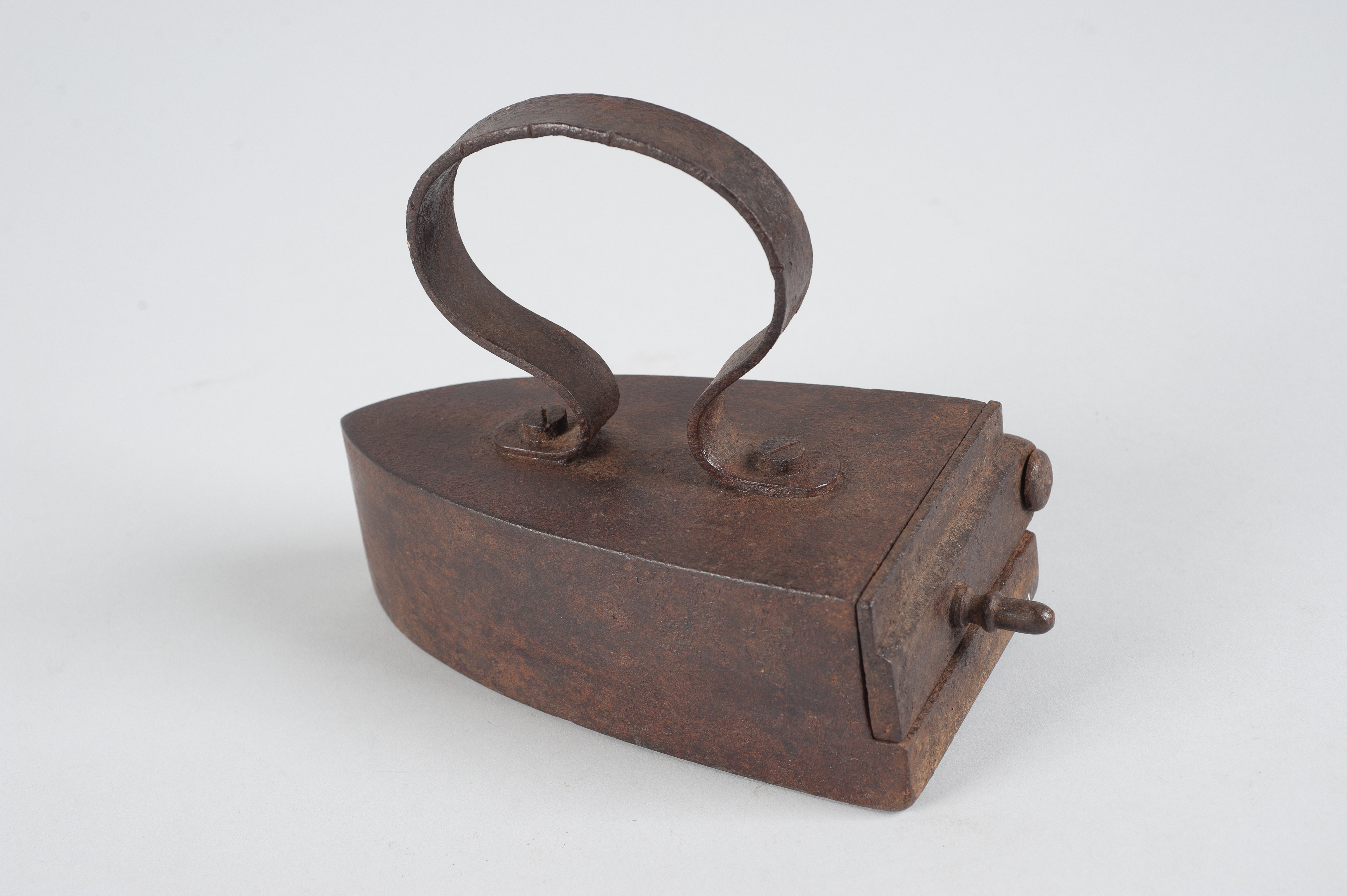
Antigo ferro de passar, Acervo do Museu Paulista da USP.

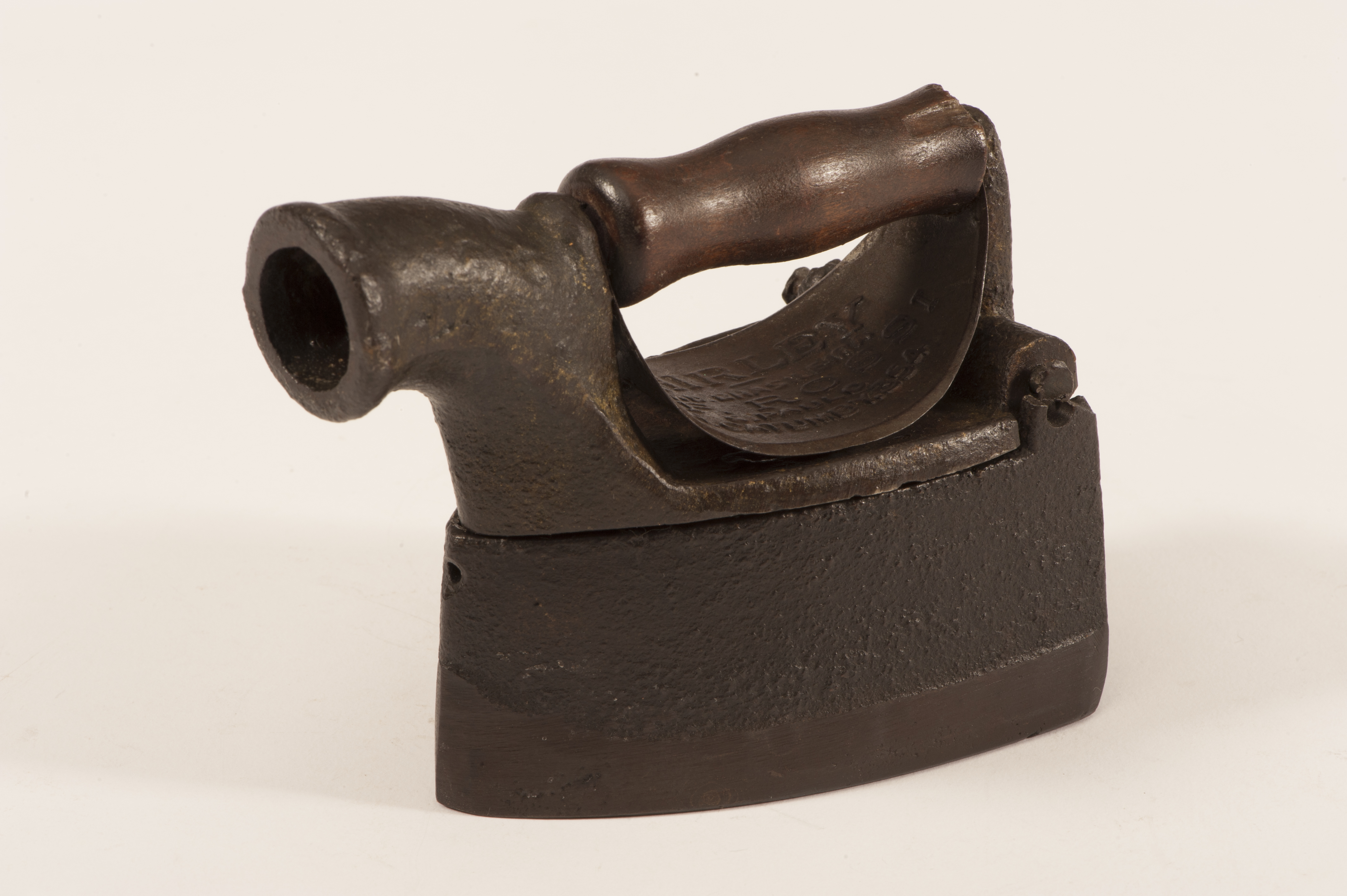
Modelo de ferro de passar, Acervo do Museu Paulista da USP.

No entanto, o ferro de passar roupa propriamente dito na forma mais parecida com o que temos hoje, tem suas primeiras referências a partir do século XVII, quando o ferro a brasa passou a ser usado por uma escala maior de pessoas. No século XIX surgiram outras variedades desse instrumento, como o ferro de lavadeira, o de água quente, a gás e a álcool. Em 1882, o  americano Henry W. Seely criou a patente do ferro de passar elétrico, algum tempo depois em 1926 mais precisamente, surgiu o ferro a vapor.

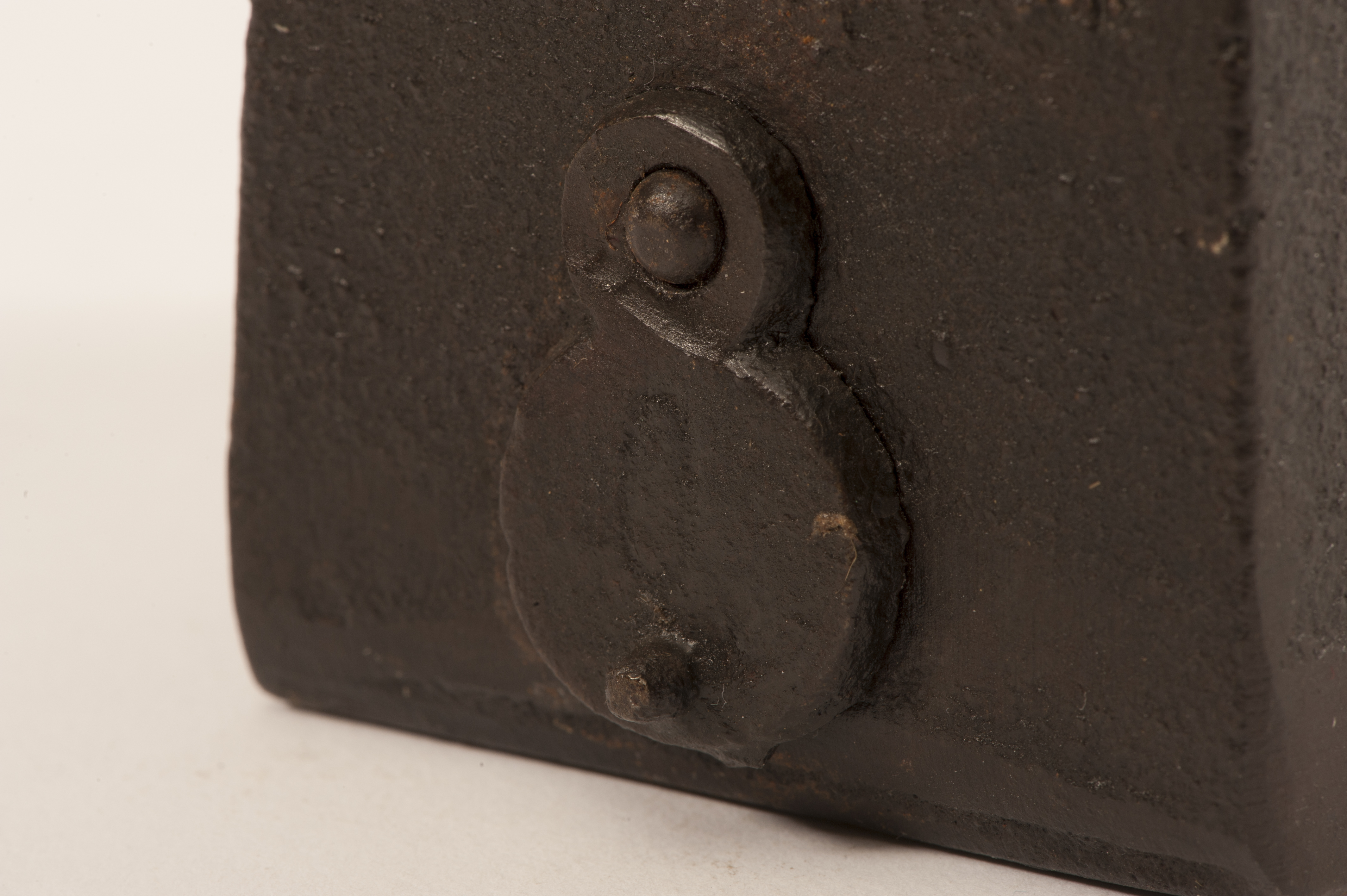
Nos ferros de passar à carvão, existe um local por onde era inserido as chamas para acender o ferro. Acervo do Museu Paulista da USP.

Apesar de o ferro elétrico ter sido uma ótima invenção, na época de seu lançamento ele não obteve o sucesso esperado, pois a maioria das residências daquela época não dispunha de energia elétrica, e as que contavam com esse recurso somente podiam usar o novo instrumento à noite, porque durante o dia as empresas de distribuição de energia suspendiam seu fornecimento à população. Para não alterar os hábitos da atividade doméstica, a população preferia continuar usando os mesmos recursos utilizados até então. Porém, com a melhoria no fornecimento de energia elétrica, o produto se tornou um produto elétrico indispensável em qualquer residência. No Brasil a nacionalização desse produto ocorreu somente durante a década de 1950; antes disso, o abastecimento do nosso mercado interno era feito através da importação.

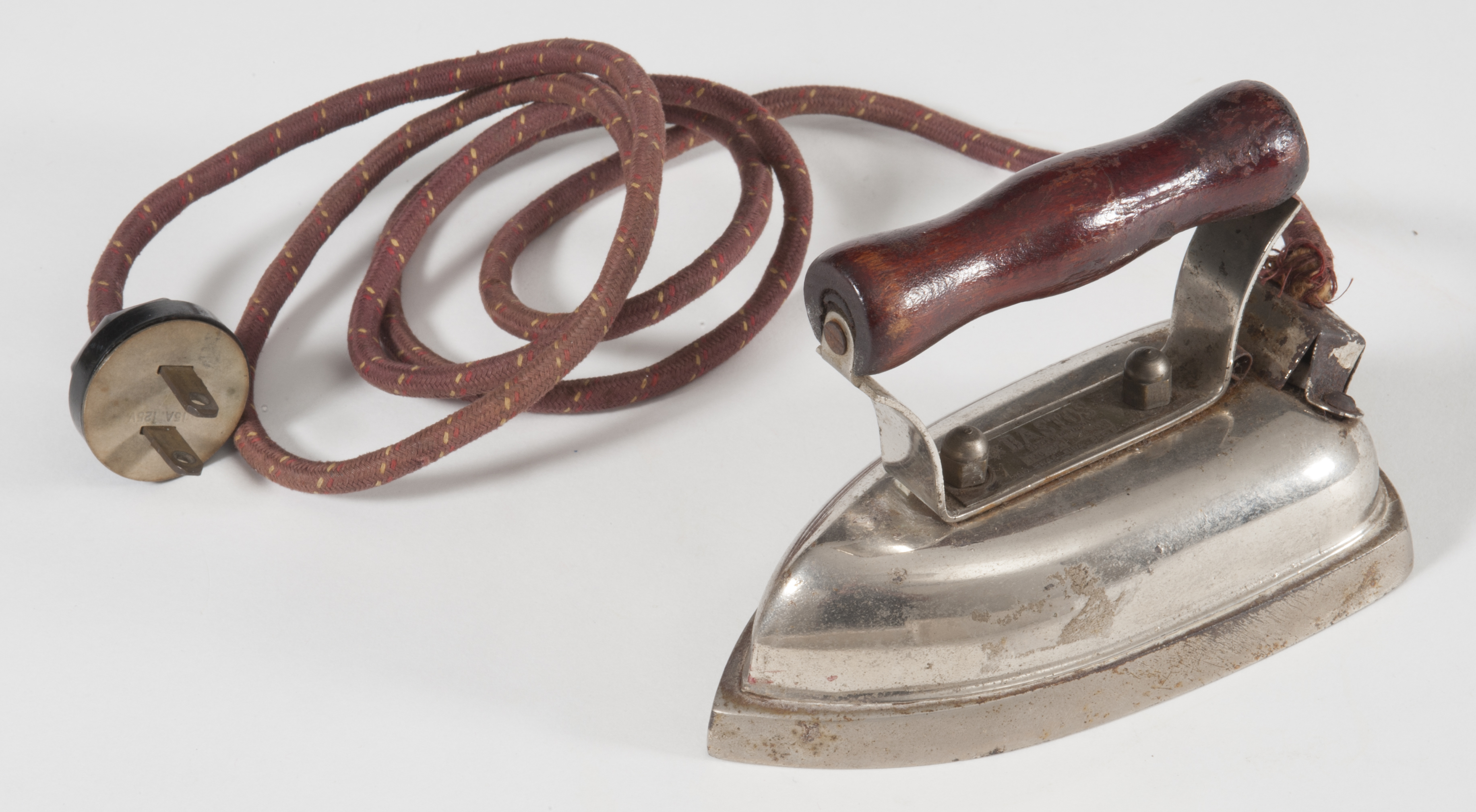
Modelo de ferro de passar elétrico, Acervo do Museu Paulista da USP.

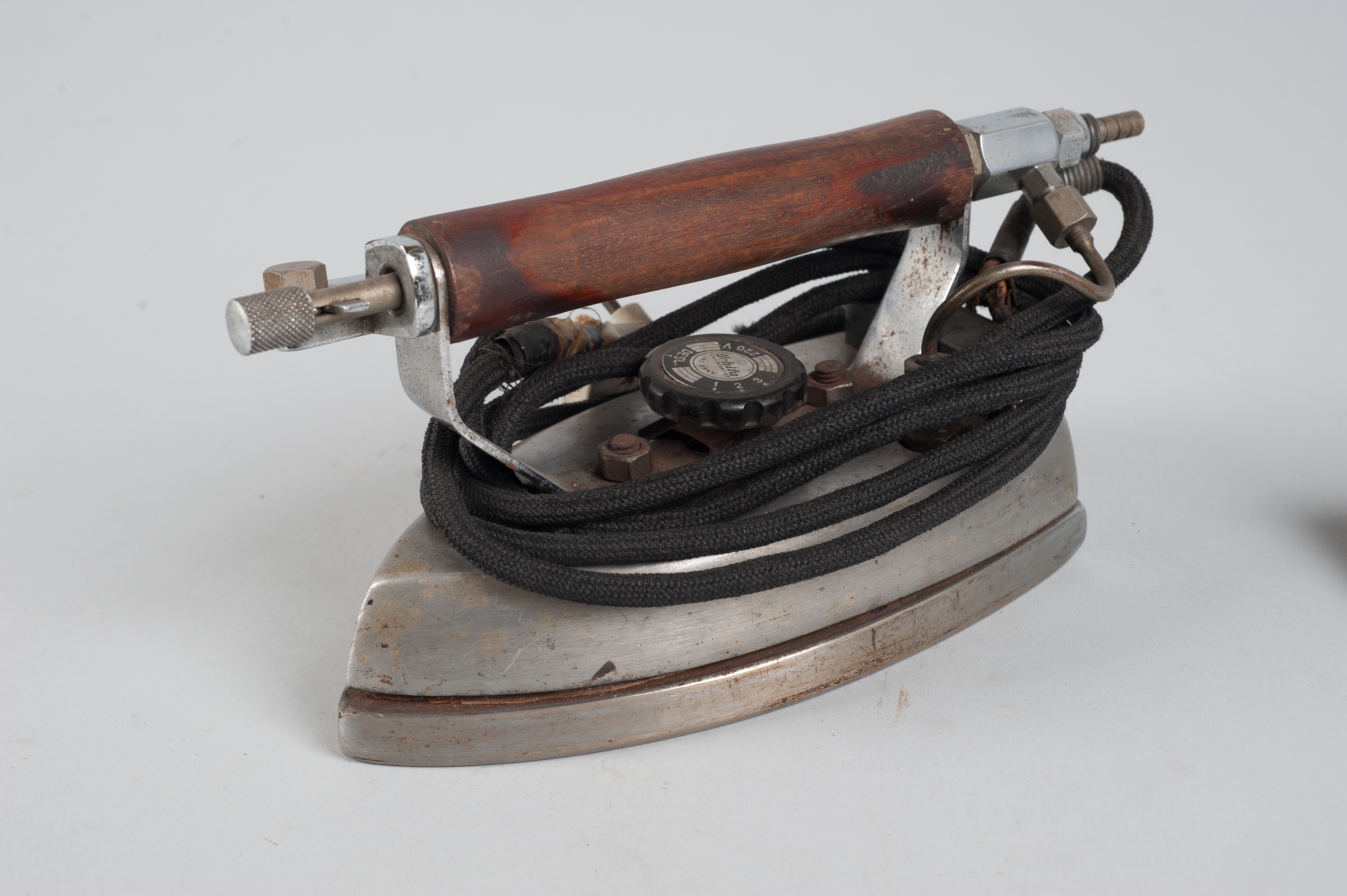
Modelo de ferro de passar à gás. Acervo do Museu Paulista da USP.

Outra invenção semelhante, mas que não agradou, pelo certo perigo que oferecia a quem o manuseasse, foi um modelo de ferro de passar aquecido por uma lâmpada. Em 1892 surgiram os ferros de passar com resistência. Eles eram mais práticos, eficientes e seguros, pois aliavam limpeza ao controle de temperatura, e  podiam ser usados em qualquer lugar que dispusesse de eletricidade, além disso eram oferecidos aos interessados a preços acessíveis.
Com a expansão da rede de distribuição elétrica, e por sua facilidade de produção e montagem, o ferro elétrico continuou despertando o interesse das donas de casa em tê-lo e usá-lo em seus afazeres domésticos. Em 1924 surgiu o termostato regulável, que permitia adequar a temperatura do ferro ao tipo de tecido e assim evitava a queima das roupas. Em 1939, a popularidade do ferro elétrico levou-o ao segundo lugar como eletrodoméstico preferido, perdendo somente para os aparelhos de rádio. Dois anos mais tarde surgiria o ferro a vapor. A partir da década de 1950 os fabricantes começaram a abastecer o mercado com uma grande variedade de ferros de passar, disponibilizando modelos capazes de atender o gosto e preferência dos consumidores.

## Modelos de ferro de passar
- Ferros a seco: são ferros tradicionais, que embora tenham caído em desuso, ainda são muito utilizados.
- Ferros a vapor: Este modelo de ferro de passar tem um sistema reservatório de água. Quando ativado, faz com que essa água se transforme em vapor, que é expelido pelos pequenos buracos da chapa de metal. Quando em contato com as fibras do tecido, o o vapor deixa a roupa mais maleável e mais fácil de passar. Assim, o usuário pode passar mais rápido, usando menos força e ainda economizando energia.[4]
- Ferros com gerador de vapor: são equipados com uma caldeira e usados especialmente em lavanderias

## Shaker Museum

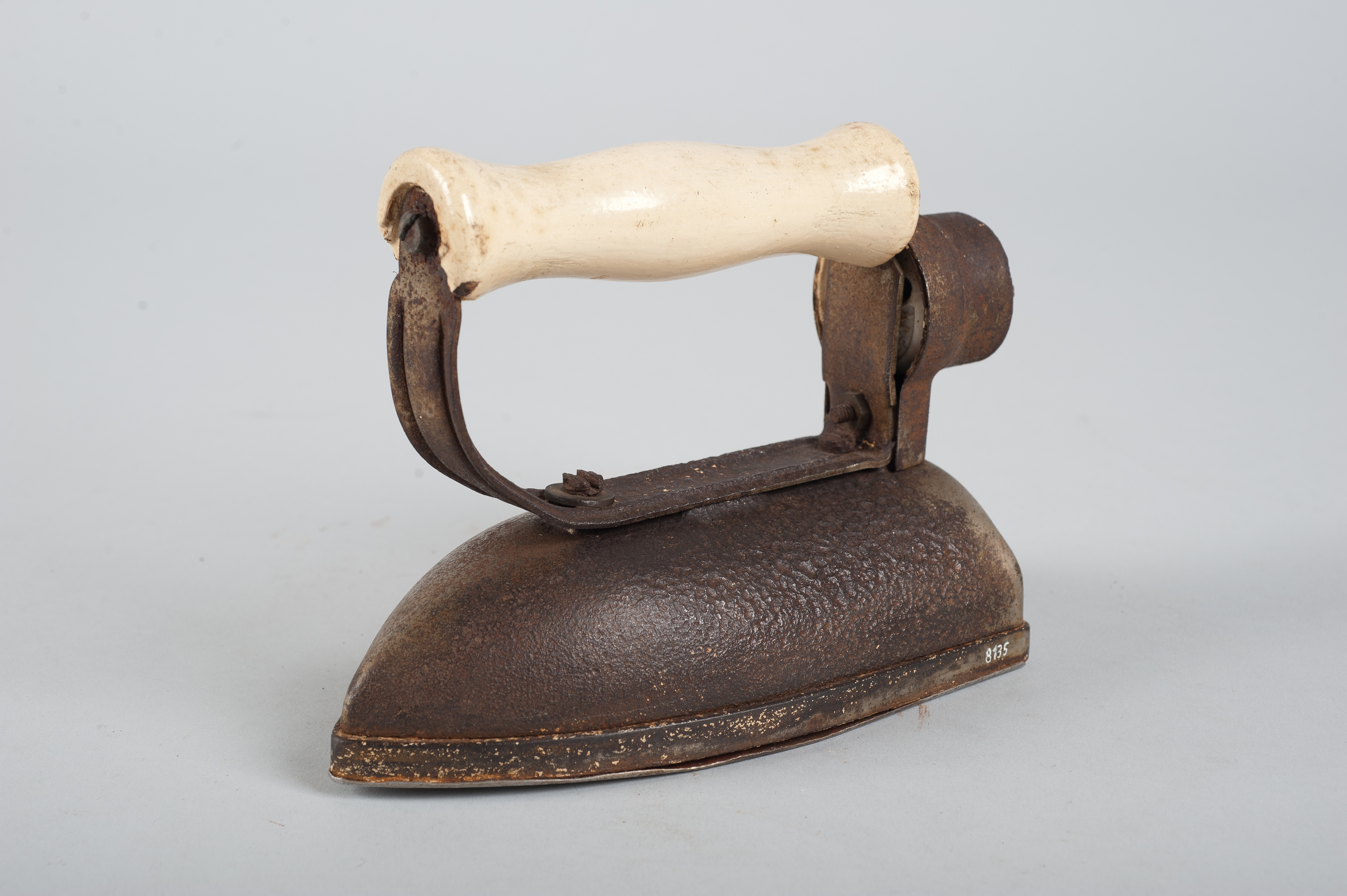
Ferro de passar do Acervo do Museu Paulista da USP.

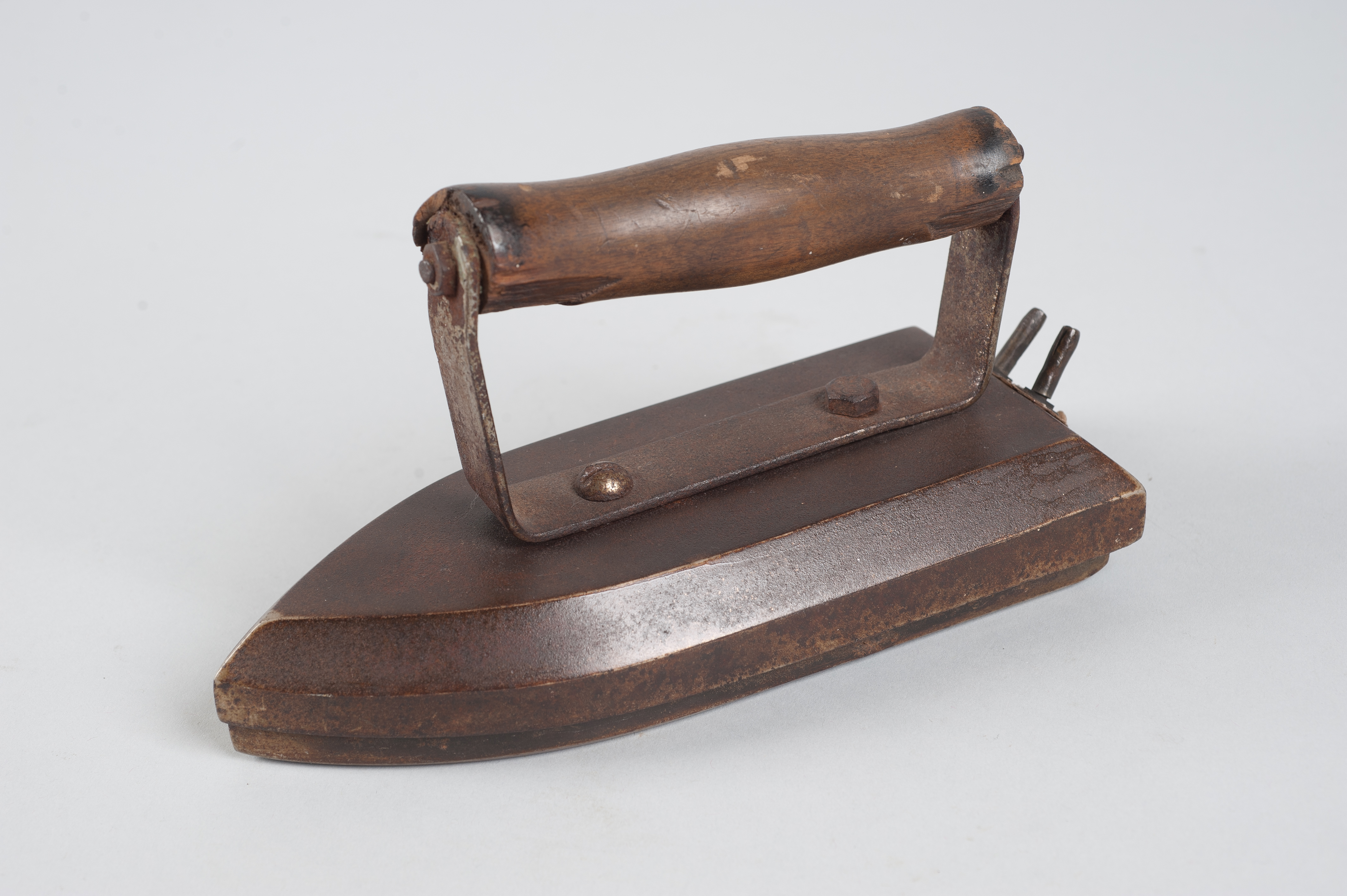
Ferro do século XX, Acervo do Museu Paulista da USP.

Shaker Museum localizado no estado de Nova Iorque, EUA, também possui um histórico de ferros de passar e outros equipamentos similares utilizados em sua lavanderia entre o século XVIII e XIX. A lavanderia era para atender as necessidades da comunidade religiosa Shaker (protestantes cristãos) que chegaram aos EUA fugindo da perseguição religiosa da Inglaterra. Chegaram a ter setenta famílias na comunidade e lavar, passar era uma atividade diária na comunidade. 
No museu encontra-se prensas de linho, onde as peças eram colocadas entre tábuas de madeira e uma prensa acima delas, fotos das pessoas da comunidade Shaker trabalhando nas lavanderias (os homens na prensa e as mulheres com os ferros de passar) e forno/estufa utilizado para esquentar o ferro de passar.

## Acervo Museu da Casa Brasileira

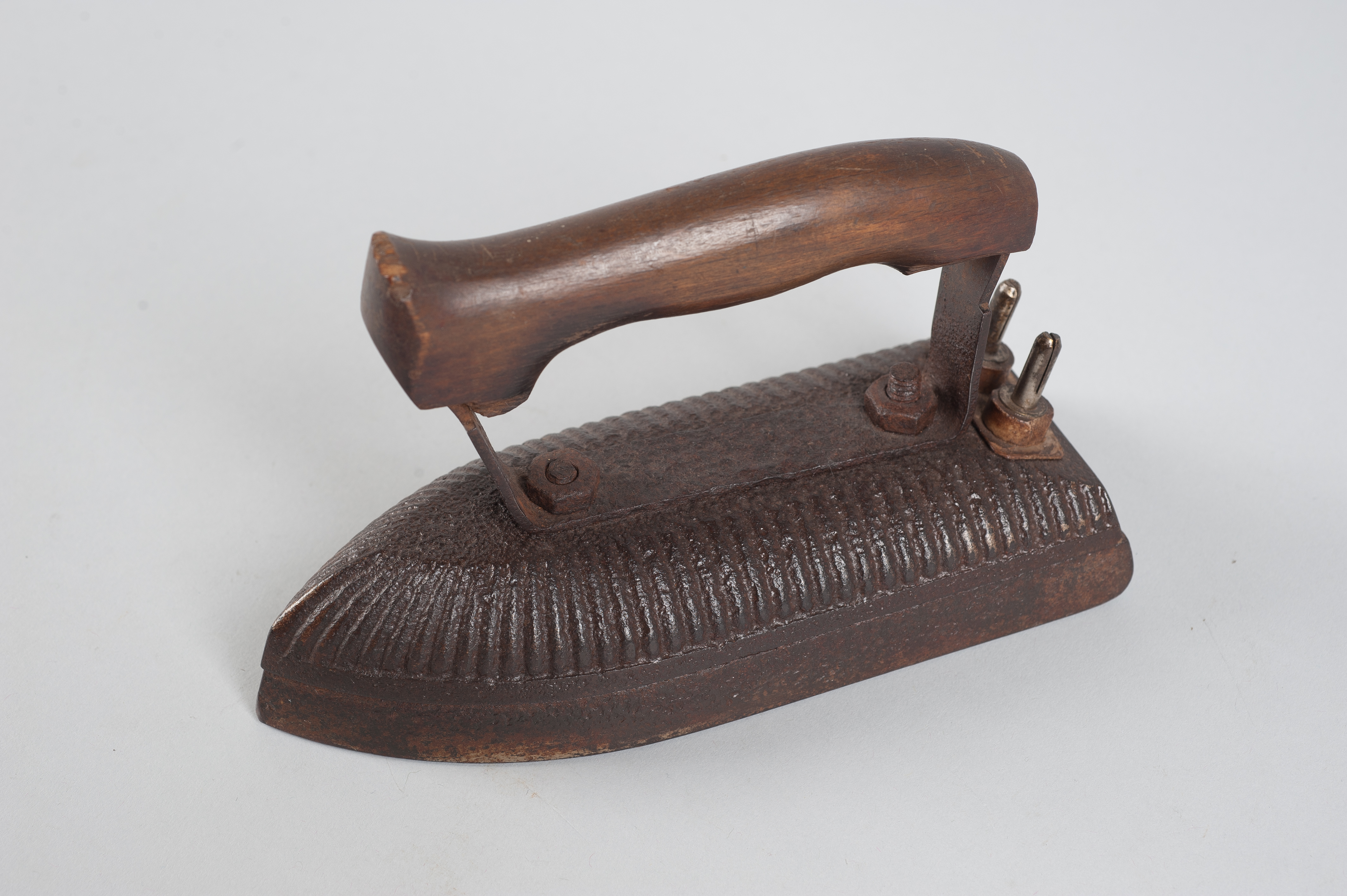
Objeto inserído na coleção MCB, do Acervo do Museu Paulista da USP.

O MCB (Museu da Casa Brasileira) possui uma coleção pequena, de treze ferros de passar, cuja utilização presume-se entre os século XIX e XX. Cinco deles são elétricos, outros cinco alimentados por carvão, sendo um deles infantil, outros dois a cunha ou lingueta de ferro e um é aquecido por estufa. O ferro de estufa é de ferro fundido com dimensões de 8,9 x 13,3 x 9cm. Já os ferros de carvão são maiores (13,7 x 14,6 x 6,5) e feitos de ferro e madeira. O ferro de passar a cunha é de bronze e  madeira. Os ferros elétricos são de metais, exemplares dos fabricantes Alfredo Villanova S/A e Tupy S/A, incluindo um modelo de ferro de viagem .